# Tichu

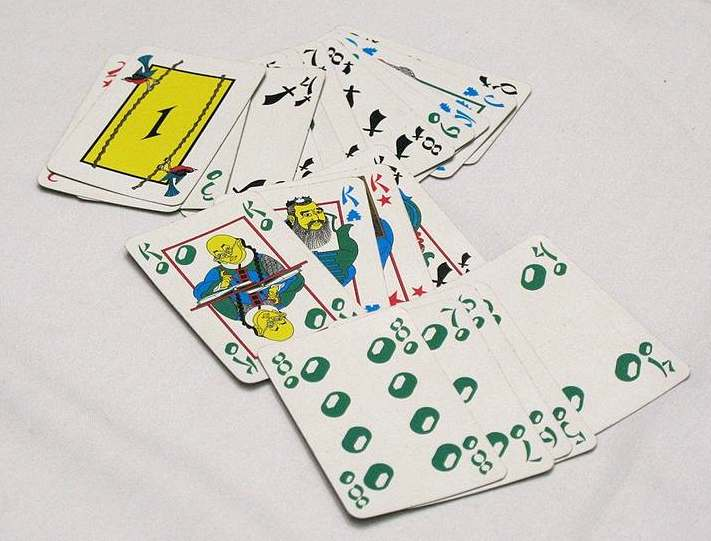
Tichu karty

Tichu je karetní hra, která vznikla modifikací původně čínské hry Zheng Shang You, jež do západního světa přivezl anglický tým hráčů Go v roce 1979. Podobá se hrám poker, mariáš a bridž. Cílem hry je zbavit se všech karet na ruce. Hra je primárně určena pro dva týmy o dvou hráčích, ale existují modifikace pro 3–12 hráčů.

## Karty
Používá se balíček 56 karet, z nichž 52 jsou podobné francouzským kartám (2, 3, …, 9, 10, J, Q, K, A) ve čtyřech barvách, kterými jsou hvězda (červená), pagoda (modrá), jadeit (zelená) a šavle (černá). Mimo to se ve hře ještě vyskytují čtyři speciální karty. Karty jsou vždy vynášeny v níže uvedených kombinacích.

### Speciální karty

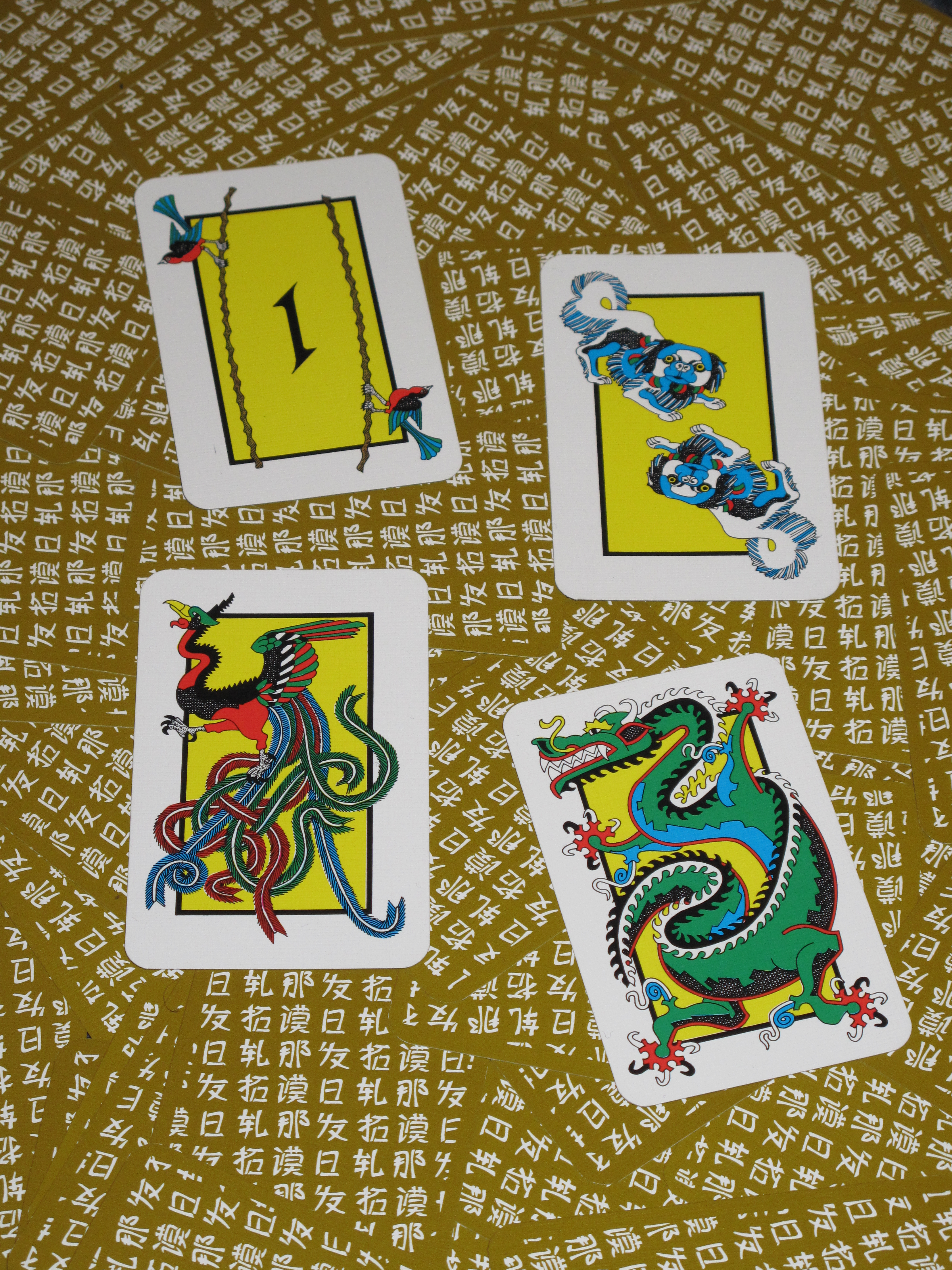
Speciální karty (Mah Jong, Pes, Fénix, Drak)

Mah Jong (Jednička)
Hráč, který má v ruce tuto kartu začíná hru. Karta musí být vynesena jako první v daném tahu.
Pes
Pokud hráč vynese tuto kartu, tak předává vynášení svému spoluhráči. Karta musí být také vynesena jako první v daném tahu.
Fénix
Přebije jakoukoli sólovou kartu kromě Draka. V případě jiných kombinací slouží jako žolík.
Drak
Je nejvyšší sólová karta, může být přebit jen bombou. Hráč, který vyhraje tah Drakem musí všechny vyhrané karty předat libovolnému z protihráčů.

### Kombinace karet
Karty jsou vždy vynášeny v níže uvedených kombinacích.
Sólová karta
Jakákoli karta zahraná samostatně.
Dvojice
Dvě karty stejné hodnoty, např. dvě esa.
Několik párů po sobě
Alespoň dva páry jdoucí po sobě, např. dvě dvojky a dvě trojky. Při přebíjení je nutno respektovat počet původních párů.
Trojice
Tři karty stejné hodnoty, např. tři esa.
Trojice s dvojicí
Tři karty stejné hodnoty s dvěma stejnými kartami jiné hodnoty. Hodnota při přebíjení je určena trojicí. Kombinace tři dvojky a dvě esa je nižší než kombinace tři trojky a dvě čtyřky.
Postupka
Alespoň pět karet nestejné barvy jdoucích po sobě, např. dvojka, trojka, čtyřka, pětka a šestka. Do postupky lze použít i kartu Mah Jong, která má hodnotu jedna.
Bomba (čtveřice)
Čtyři karty stejné hodnoty.
Bomba (postupka)
Postupka z po sobě jdoucích karet stejné barvy.

## Pravidla
Hráči obou týmů sedí vždy křížem, čili tak, aby se při hře oba týmy střídaly. Na začátku je každému hráči rozdáno osm a šest karet. Každý hráč si nejprve vezme svých osm karet. V případě příznivých karet může zahlásit tzv. Grande Tichu, což znamená, že v případě výhry získává navíc 200 bodů. V případě že nevyhraje naopak 200 bodů ztrácí. Po tom, co si všichni hráči vezmou i zbylých šest karet může libovolný z hráčů zahlásit Tichu, jež se od Grande Tichu odlišuje jen tím, že je možno navíc získat nebo ztratit jen 100 bodů. Právo nahlásit Tichu má každý z hráčů až do vynesení své první karty.
Po rozdání dá každý z hráčů po jedné kartě svému spoluhráči i oběma protihráčům.
Jako první vynáší hráč, který má na ruce Mah Jong. Hráč může vynést jakoukoli kartu nebo kombinaci. Pokud vynese Mah Jong jako sólovou kartu, pak si může vynášející hráč zvolit jakou kartu musí zahrát další hráč. Karta může být zahrána v kombinaci. Pokud hráč danou kartu má musí ji zahrát. Pokud ne, pak povinnost přechází na dalšího hráče v pořadí.
Ostatní hráči musí přebíjet vynesenou kombinaci vždy stejným typem kombinace, čili není možné sólovou kartu přebít dvojicí apod. Jedinou výjimkou je tzv. bomba. Bomba je speciální kombinace, kterou hráč může zahrát i když zrovna na něm není řada. V případě že hráč nechce či nemůže přebíjet zahlásí Pass. Hráč, který vyhraje tah bere všechny karty, které se účastnily tahu (bere štych) a začíná další tah.
Cílem hry je zbavit se všech karet na ruce. Hra končí v okamžiku kdy se tři hráči zbaví všech svých karet. Potom hráč, který prohrál odevzdá zbylé karty na ruce hráči se kterým prohrál a všechny své štychy odevzdá hráči, který dohrál jako první. V případě že na prvním a druhém místě se umístí hráči stejného týmu se už nedohrává, a tým který vyhrál získá 200 bodů. V ostatních případech každý hráč pak spočítá body, které uhrál (pětka je za pět bodů, desítka a král za deset, drak za 25 a fénix za -25 bodů). Získané body s body za Grande Tichu a Tichu se sčítají do celkového skóre. Celou hru vyhraje tým, který jako první dosáhne předem daného počtu bodů, nejčastěji 1 000.